# Молтони, Эдгардо
Эдгардо Молтони (5 июня 1896 — 12 января 1980 года) — итальянский орнитолог, почти 58 лет работавший с коллекциями миланского музея естественной истории (Museo Civico di Storia Naturale di Milano). Автор четырёхтомного трактата о птицах Восточной Африки.

## Биография
Учился в Туринском университете. Совершал коллекторские экспедиции по Италии и итальянским колониям в Африке. В 1952—1962 годах был директором музея, затем вышел на пенсию. Был редактором журнала Rivista Italiana di ornitologia. Скончался от сердечного приступа во время работы в музее.

## Вклад в науку и память
Описал род птиц Zavattariornis. В его честь дано англоязычное название вида птиц Curruca subalpina (Moltoni’s warbler).